# Epigravettiano
L'Epigravettiano è una cultura preistorica diffusa in gran parte dell'Europa orientale e in Italia tra i 20 000 e 10 000 anni dal presente. Inizialmente proposta per definire la cultura post-gravettiana in Italia, marcatamente distinta dalla coeva cultura Solutreana dell'Europa occidentale, successivamente si dimostrò la sua grande variabilità geografica. Succede al Gravettiano e precede il Mesolitico.

## Descrizione
L'epigravettiano si suddivide in:
- epigravettiano  antico, tra 20 000 e 16 000 anni dal presente (BP - Before Present in inglese);
- epigravettiano  evoluto, 16 000 e 14 500 anni BP;
- epigravettiano  finale, tra 14 500 e 10 000 anni BP.

     Solutreano
     Epigravettiano

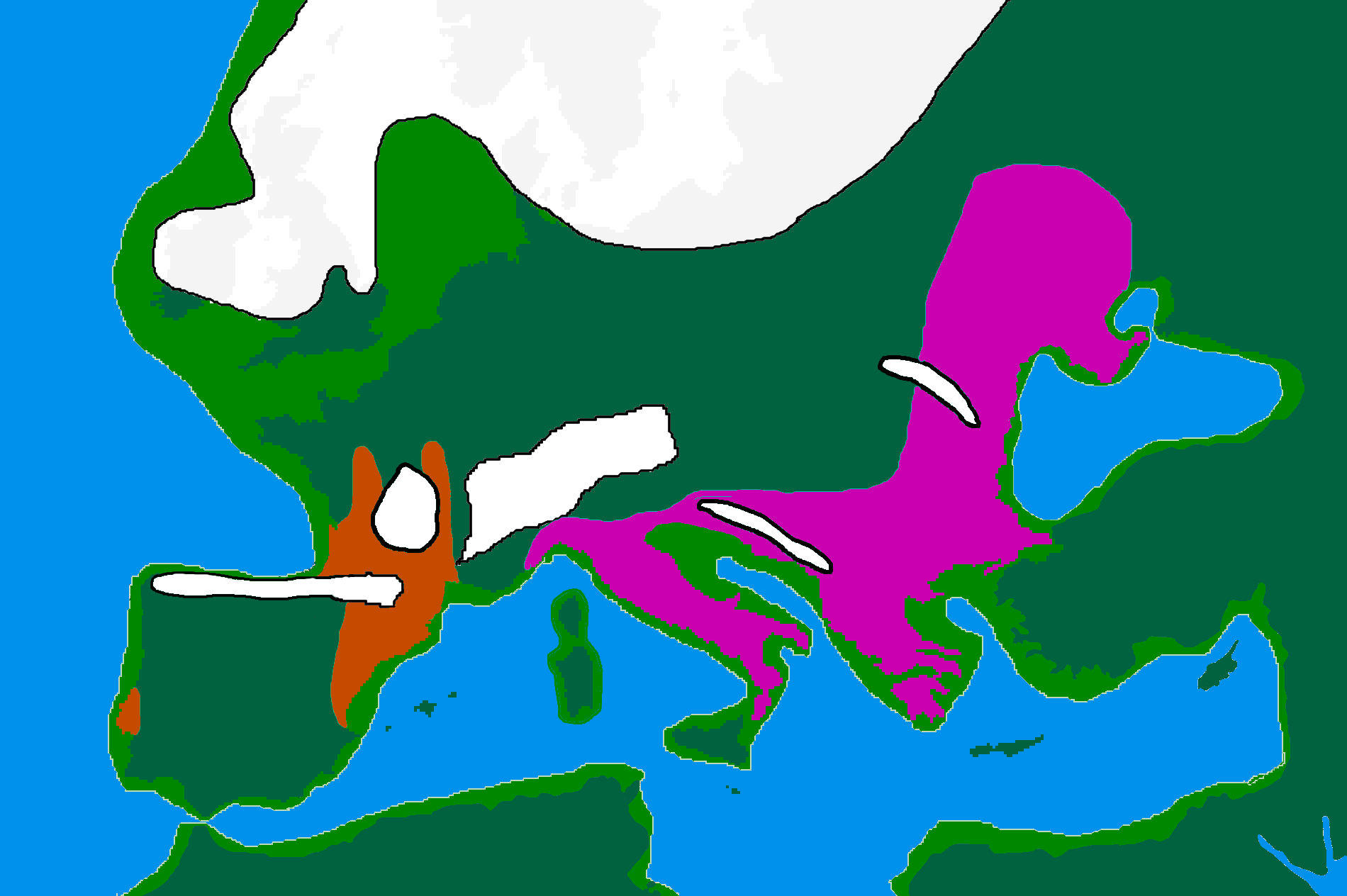
Solutreano
Epigravettiano

Le condizioni climatiche del pleniglaciale würmiano hanno pesantemente condizionato l'habitat umano. In corrispondenza dell'ultimo massimo glaciale (LGM -  Last Glacial Maximum in inglese), attorno 20 000 anni dal presente, si determinarono alcuni fenomeni:
- il frazionamento dell'abitato umano, che mise in crisi la rete di rapporti tra i gruppi di cacciatori instauratasi con l'aurignaziano e sviluppatasi nel gravettiano. Dopo la massima espansione dei ghiacciai si registrò una differenziazione culturale tra le regioni occidentali atlantiche, dove si svilupparono il solutreano e il maddaleniano, le regioni mediterranee, dove si svilupparono ulteriormente i complessi del gravettiano occidentale, che portarono alla formazione dei complessi epigravettiani meridionali, e le regioni orientali, nelle quali si svilupparono i complessi del gravettiano centro-orientale, dando luogo alla formazione dei complessi epigravettiani orientali;
- la formazione di vaste aree prive di abitati, dove le condizioni ambientali erano incompatibili con l'uomo. Nell'Europa media le regioni comprese tra il limite meridionale dell'inlandsis e i ghiacciai alpini si spopolarono, e i gruppi di cacciatori della tundra che popolavano l'area migrarono verso la tundra, la steppa-tundra e le steppe dell'Europa orientale. Un fenomeno analogo si registrò anche nel versante meridionale delle Alpi, dove non si incontriano siti residenziali, ma soltanto dei bivacchi di caccia frequentati per qualche giorno da piccoli gruppi di cacciatori provenienti dalla penisola;
- la formazione di gruppi di cacciatori di mammuth, lontani l'uno dall'altro, nelle tundre dell'Europa orientale.

## L'epigravettiano italico
Nelle regioni mediterranee, la tradizione gravettiana si sviluppa per tutto il l'LGM e per l'olocene, determinando la formazione dei complessi epigravettiani. Questi non sono altro che un prolungamento del Gravettiano, di cui ripropongono i processi di sfruttamento dei materiali litici, la morfologia dei supporti, la tipologia di strumenti e armature, tra i quali compare qualche elemento alloctono. 
Nella sequenza epigravettiana italica possiamo distinguere una fase antica, durante l'ultimo massimo glaciale, e una fase recente, relativa all'olocene. L'epigravettiano antico si articola in due livelli caratterizzati rispettivamente dalle punte a faccia piana e dalle punte a cran. Le punte a faccia piana somigliano alle punte a faccia piana solutreane: sono ricavate da lame mediante ritocco piatto o semplice, invadente o più raramente coprente la faccia dorsale, talora esteso anche a parte della faccia ventrale, e presentano una cuspide. Le punte a cran presentano una tacca basale, ottenuta mediante ritocco erto, ed una cuspide ritoccata; la loro analisi funzionale ha dimostrato che si tratta di punte di armi da getto. Questi elementi caratteristici dell'epigravettiano antico compaiono precocemente nei siti settentrionali, più tardivamente nei siti meridionali della penisola: si tratta di tipi alloctoni, importati da altre regioni.
L'epigravettiano recente mostra alcuni fenomeni ampiamente diffusi nelle tecniche di produzione dei manufatti litici:
- l'intenso sfruttamento dei nuclei, che determina la presenza di residui molto piccoli;
- l'accorciamento dei grattatoi frontali, con comparsa di tipi unguiformi, a ventaglio, semicircolari e circolari;
- la comparsa di coltelli a dorso curvo su supporto laminare;
- la diminuzione di gravettes e microgravettes e la comparsa di altri tipi di piccole punte a dorso;
- la diffusione di lamelle e di punte a dorso e troncatura;
- la comparsa di segmenti e di triangoli ottenuti con la tecnica del microbulino, e di qualche raro pezzo bitroncato.

La comparsa di determinati tipi non è contemporanea nelle varie regioni né, una volta realizzatasi, diventa un elemento stabile.
Nel versante meridionale delle Alpi l'estensione dell'area glacializzata durante l'ultimo massimo glaciale è marcata dalle morene würmiane, che corrispondono ad un abbassamento del limite delle nevi persistenti fino a 1500–1400 m; lungo le vallate alpine spesse lingue di ghiaccio scendevano sino alla pianura. La regressione marina determinò l'emersione dell'alto Adriatico, che costituiva un'estensione dell'attuale pianura padana. In provincia di Trento, il sito di Riparo Dalmeri ha dato evidenza di una frequentazione umana risalente a circa 13 000 anni dal presente; oltre a numerosi manufatti litici, il sito ha restituito oltre 267 pietre dipinte in ocra rossa, che probabilmente avevano una funzione religiosa .
Nelle regioni tirreniche della penisola prevalsero condizioni climatiche oceaniche, con paesaggi di steppa arborata a pino, con aree di rifugio della vegetazione mediterranea; le regioni adriatiche furono invece maggiormente esposte alle influenze continentali. Vi si formarono ambienti di prateria montana, di tundra e, nelle fasi più aride e fredde, di steppa di tipo asiatico. Calabria e Sicilia costituirono una regione influenzata dal clima mediterraneo; i mammiferi di caccia sono rappresentati nelle regioni tirreniche da stambecchi, camosci (nelle fasi più rigide e aride) e cervi (nelle fasi più temperate), nelle regioni adriatiche da stambecchi, cavalli, asini, uri; 

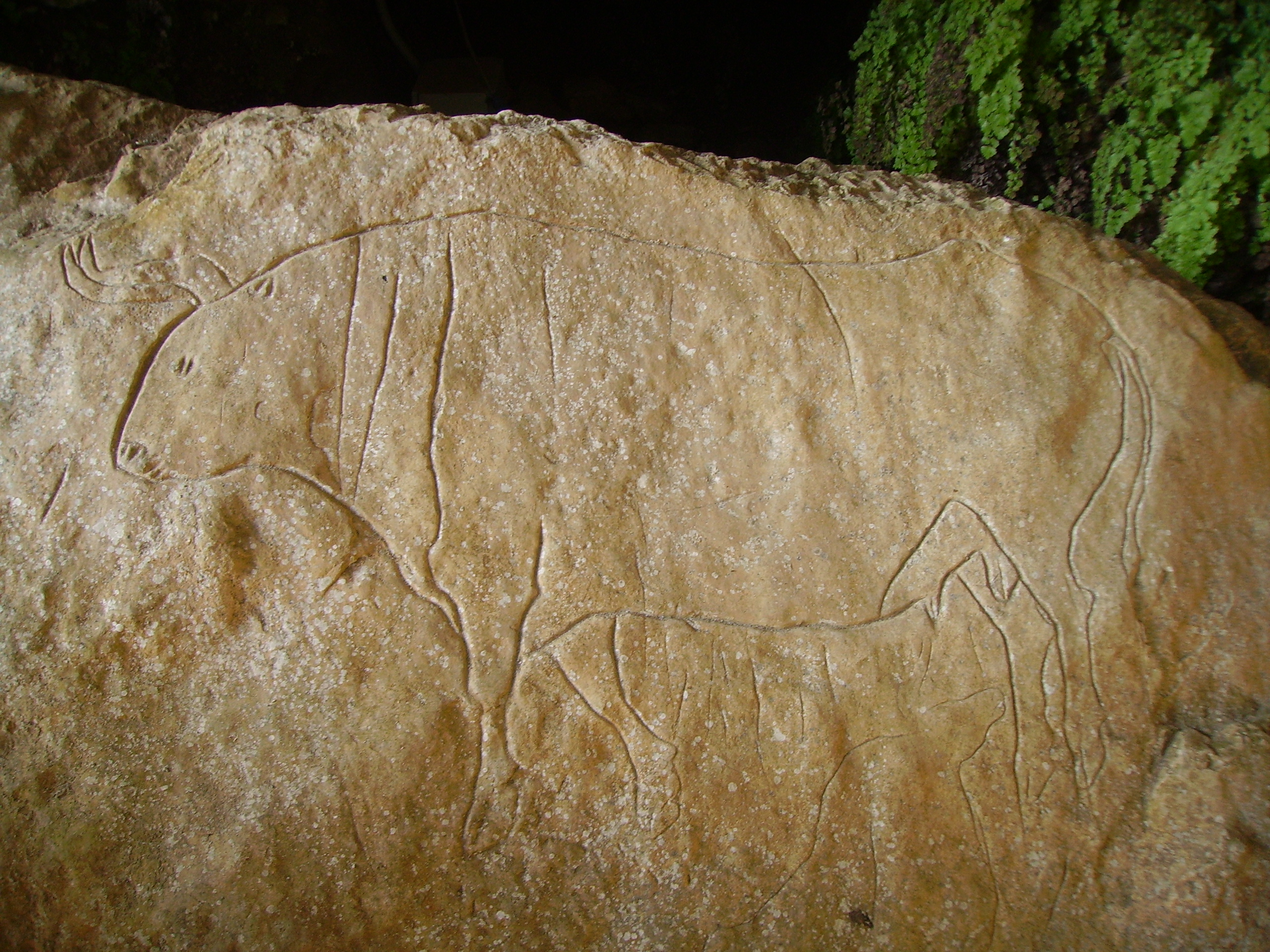
Graffito del Bos Primigenius nella Grotta del Romito in Calabria

Gli abitati noti si trovano prevalentemente in ripari sotto roccia e all'imboccatura di grotte, come la grotta e riparo del Romito in Calabria, dove sono state trovate evidenze di una millenaria frequentazione umana, a partire dal gravettiano; tra i reperti umani, litici e faunistici, di rilievo per la sua valenza artistica è il graffito di un Bos Primigenius, risalente ad un periodo compreso tra 14 000 e 12 000 anni BP, tra i più rilevanti esempi di arte rupestre in Italia.
Queste condizioni climatiche persistettero per tutto il l'LGM e per la prima parte dell'Olocene, fino agli interstadi temperati, che videro una modificazione degli ambienti. Conseguentemente alla deglaciazione dell'area alpina, si verificò una risalita delle fasce vegetazionali e delle faune. Dall'area prealpina alcune specie animali migrarono verso le praterie alpine, mentre altre specie si ritirarono all'interno delle vallate, dove nel Postglaciale antico si estinsero; steppe arborate e boschi, che si stavano ampiamente diffondendo, furono popolati da cervi, caprioli e cinghiali. I cacciatori epigravettiani si adattarono alle nuove prede, cacciate nei siti di fondovalle, e penetrarono nell'area alpina, inseguendo le prede tradizionali. Sono di questa età i primi siti epigravettiani di montagna, posti a quote di 1000–1400 m, dove i gruppi si trasferivano durante la stagione autunnale per cacciare lo stambecco.

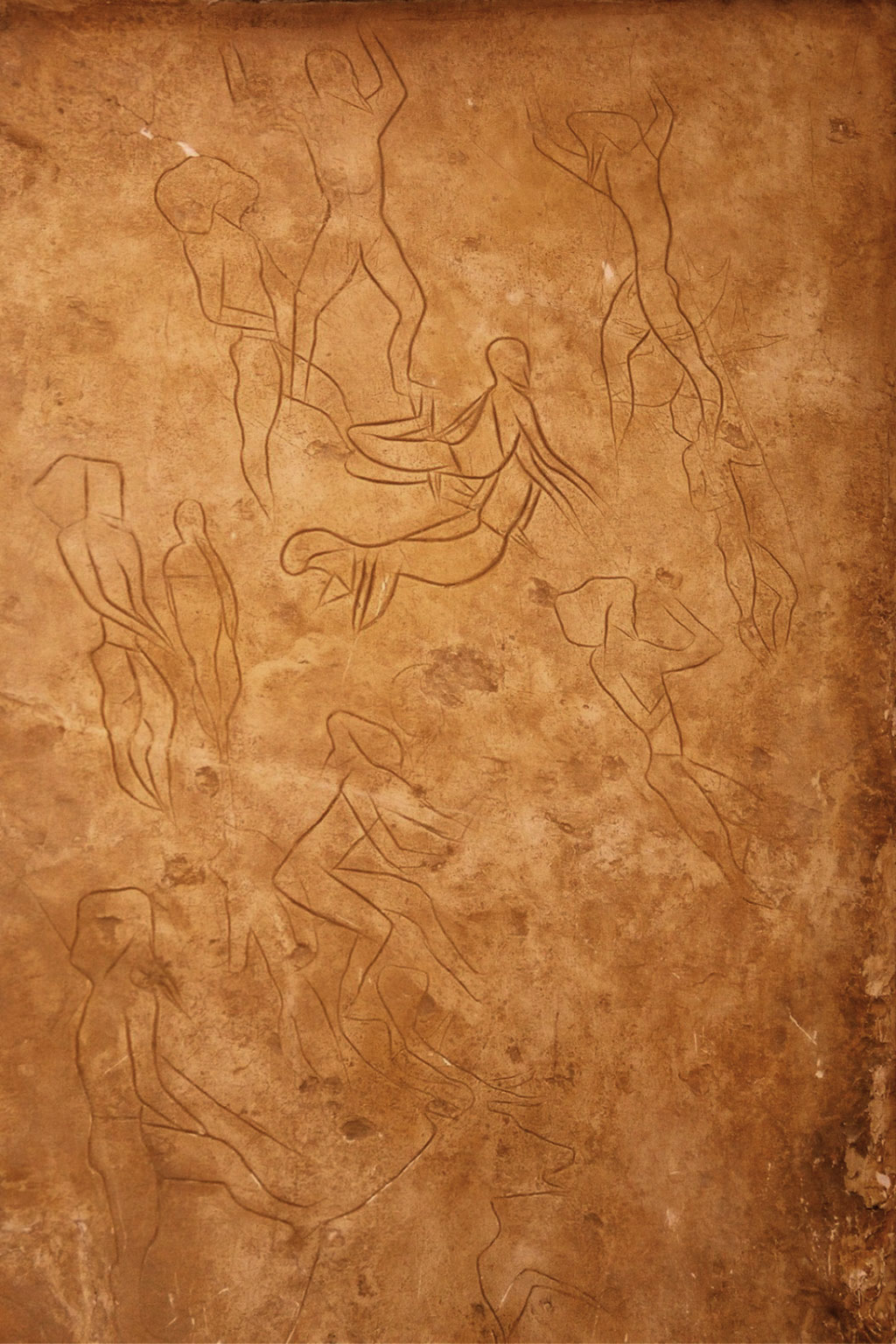
Replica dei graffiti nella grotta di Addamura

Lungo le coste della penisola la trasgressione marina portò le linee di costa in prossimità della piattaforma continentale. Lungo la riva ionica si formò un ambiente lagunare ricco di risorse, che favorì il sorgere di un'economia mista, dove accanto alla caccia erano praticate la pesca, la raccolta dei molluschi e la caccia agli uccelli. In molti siti costieri la raccolta dei molluschi divenne progressivamente l'attività prevalente.
All'epigravettiano finale si fa riferimento per le Grotte dell'Addaura,  a Palermo, note soprattutto per le incisoni rupestri ritrovatevi, e in particolare quella di uomini in circolo danzanti, di raro realismo e dinamismo nell'arte paleolitica.

## L'epigravettiano dell'Europa centro-orientale
L'Europa centro-orientale durante l'LGM vede la formazione di gruppi di cacciatori specializzati. Nella fase più fredda, quando la calotta di ghiaccio aveva raggiunto la maggior estensione, il clima era estremamente rigido. Le precipitazioni erano scarse, il manto nevoso modesto, l'insolazione forte, i venti molto intensi. A queste condizioni climatiche molto contrastate riuscirono a adattarsi soltanto i cacciatori specializzati, distribuiti nelle regioni meridionali della pianura russa e lungo il medio corso del Danubio. Nella Pianura russa si tratta di popolazioni che sviluppano tradizioni locali e di gruppi migrati dall'Europa centrale. Le industrie litiche e le industrie su materia dura animale mostrano forme caratteristiche di ciascun gruppo, che si ripetono e si sviluppano per alcune migliaia di anni. Anche la produzione artistica di ciascun gruppo segue dei canoni stilistici ben definiti.
Uno studio del 2021 relativo all'area dell'Europa centrale compresa tra Polonia, Austria, Moravia, Ungheria e bacino dei Carpazi, ha proposto l'esistenza di due fasi per l'Epigravettiano; antico compreso tra 24 000 e 20 000 dal presente, e recente, compreso tra 20 000 e 14 500 anni dal presente, dove la cesura è rappresentata dall'ultimo massimo glaciale, sulla base di evidenze legate ai manufatti litici e ai resti faunistici.  Gli strumenti litici legati relativi alla fase più antica, sono pochi, costituiti principalmente da punte di lama/lama ritoccate; quelle dell'epoca successiva sono abbondanti, per lo più lame/lame con dorso, spesso allungate, punte con dorso ricurve. 
I dati sembrano indicare l'assenza di popolazione umana in Polonia durante l'Epigravettiano, una scarsa presenza in Moravia, Ungheria e bassa Austria, e un maggiore popolamento nel bacino dei Carpazi, compatibile con l'ipotesi di una migrazione umana a latitudini meridionali in conseguenza dell'LGM. Il successivo ripopolamento dell'Europa centrale sembra doversi  attribuire alle popolazioni portatrici della cultura Magdeliana, piuttoso che a quelle epigravettiane, che rimaserono egemoni nel bacino dei Carpazi almeno fino a 14.700 anni dal presente. Il popolamento di queste regioni rimase comunque basso almeno fino al neolitico.

## Paleogenetica
Un'analisi sul DNA antico degli individui epigravettiani dell'Italia, ha dimostrato che non erano strettamente imparentati con i precedenti abitanti della penisola di cultura gravettiana, ma appartenevano invece al cluster di Villabruna. Questo gruppo è più strettamente imparentato con i popoli antichi e moderni del Vicino Oriente e del Caucaso rispetto ai precedenti Cro-Magnon europei. Questi popoli epigravettiani, appartenenti al gruppo genetico di Villabruna o dei cacciatori-raccoglitori occidentali, si espansero nell'Europa occidentale alla fine del Pleistocene, sostituendo in gran parte le genti del Magdaleniano che in precedenza dominavano la regione.